# Twins of Evil
Twins of Evil (bra: As Filhas de Drácula; prt: As Servas de Drácula) é um filme britânico de 1971, do gênero terror, dirigido por John Hough para a Hammer Film Productions. 
Trata-se da terceira parte da trilogia Karnstein, baseada no conto de vampiros Carmilla, de Sheridan Le Fanu (os outros dois são The Vampire Lovers, de 1970, e Lust for a Vampire, de 1971).

## Sinopse
Quando irmãs gêmeas vão morar com o tio num vilarejo, elas veem à noite estranhos espectros femininos. O tio as proíbe de visitar o castelo do conde Karnstein, que, segundo a população da aldeia, é o responsável pelos espectros. Mas elas desobedecem ao tio.